# Kloster Aghavnavank

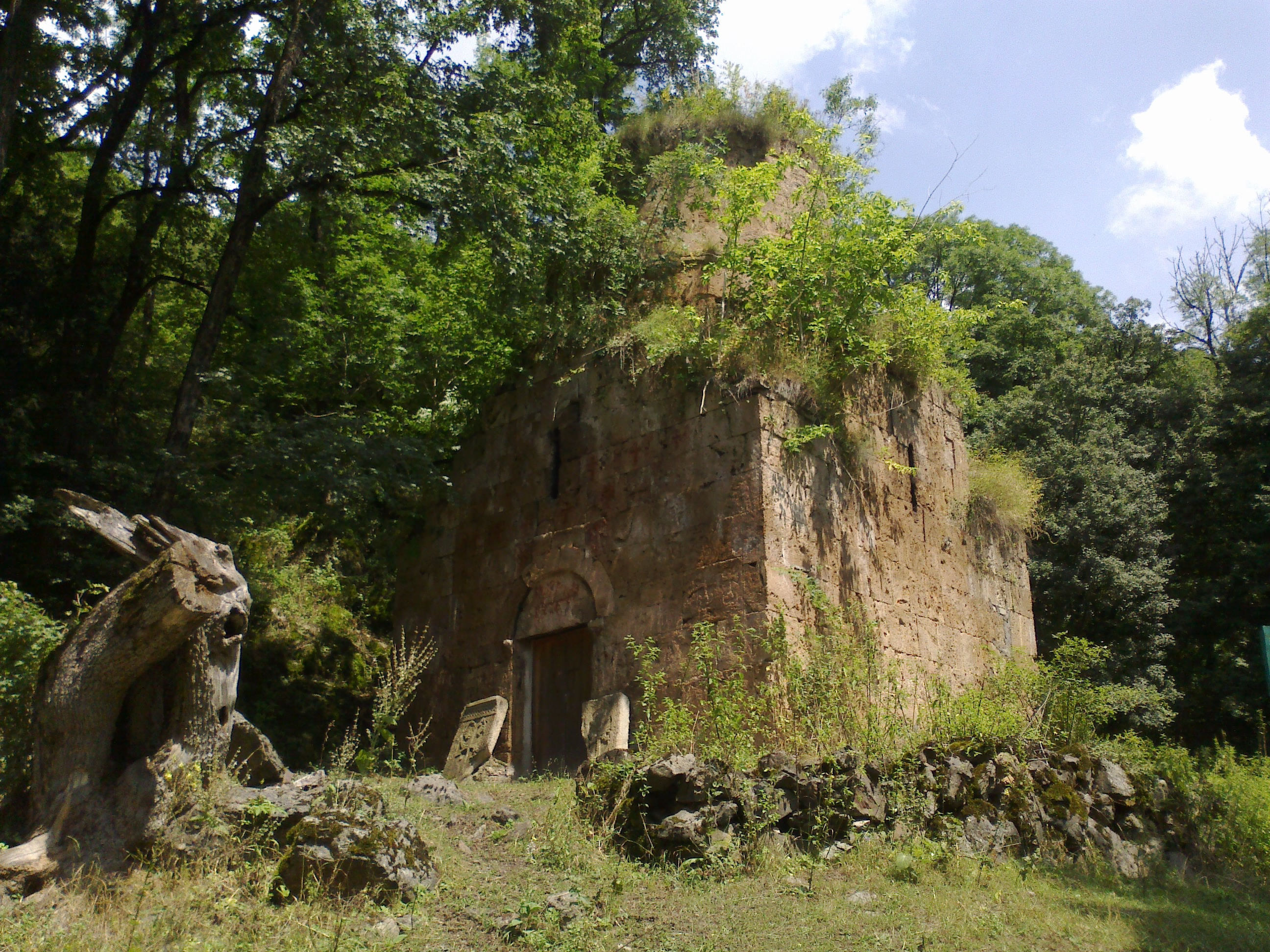
Kloster Aghavnavank

Das Kloster Aghavnavank (armenisch Աղավնավանք Aghawnawank), auch Anapat St. Astvatsatsin (Heilige Mutter Gottes) oder Aghnabat, ist ein ehemaliges Kloster der Armenischen Apostolischen Kirche in der armenischen Provinz Tawusch. Die Ursprünge des Klosters gehen auf das 12. und 13. Jahrhundert zurück. Heute ist es eine Ruine.

## Lage

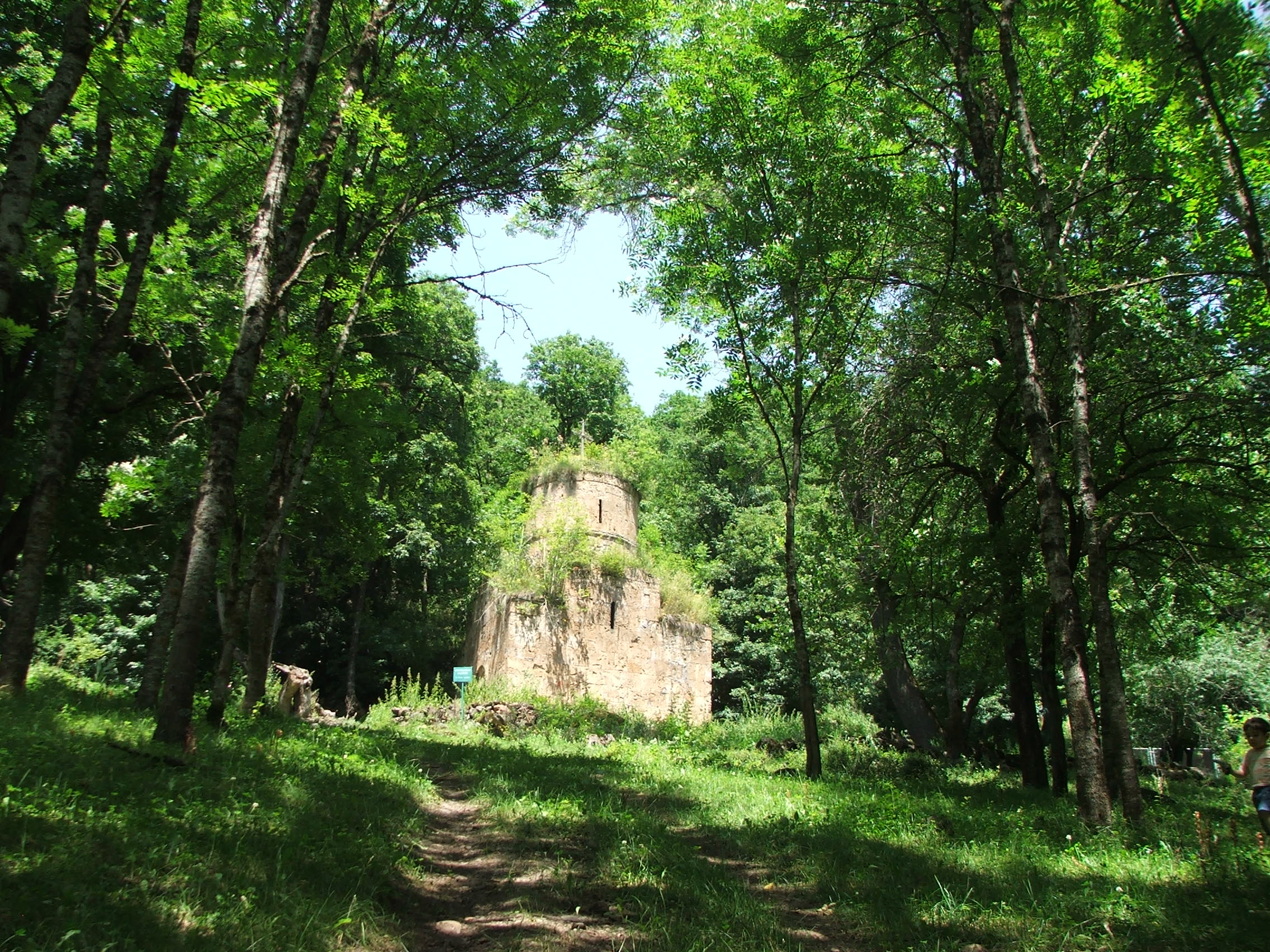
Das Kloster steht Zentrum einer Lichtung.

Das Kloster liegt am Rande des Dorfes Aghavnavank im Dilijan National Park im Zentrum einer Lichtung (Aghnabat). Die Lage auf einem anstehenden Fels deutet darauf hin, dass der Platz bereits in heidnischer Zeit eine Kultstätte war. Das Klosterareal ist von einem Eibenwäldchen umgeben, das als unberührt gilt. Einige Eiben sind bis zu 300–400 Jahre alt und 25 Meter hoch. Ihre Stämme haben 70–90 Zentimeter Umfang. Die armenische Hauptstadt Jerewan ist etwa 78 Kilometer Luftlinie entfernt.

## Baubeschreibung
Die Hauptkirche ist eine Kreuzkuppelkirche mit Nebengebäuden. Sie wurde aus gelben Travertin erbaut. Als typisches Beispiel der armenischen Kirchenarchitektur wird der kleine zentrale Kirchenraum von einer Kuppel mit einem achteckigen Tambour bekrönt. Tambour und  Kuppel des Gebäudes ruhen auf Säulen. Außen ist die Kuppel mit einem Zeltdach bedeckt. Kuppel und Dach waren einst mit fein gehauenen Steinfliesen bedeckt. In der Ostfassade gibt es dreieckige Nischen. Um das Kloster herum gibt es einige Chatschkare (kunstvoll behauene Gedächtnissteine mit einem Reliefkreuz in der Mitte, das von geometrischen und pflanzlichen Motiven umgeben ist).